# 皮尔斯广场

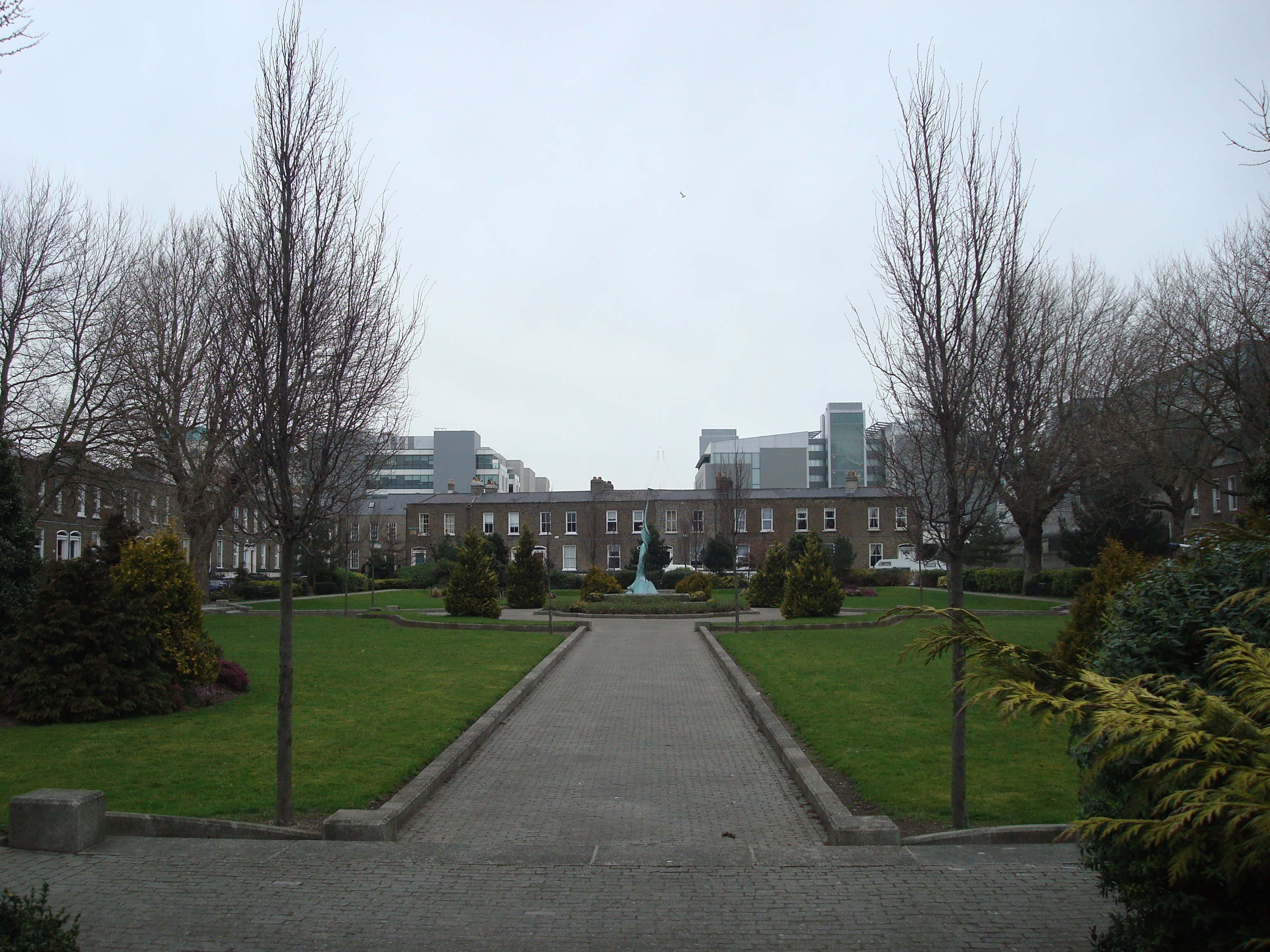
皮尔斯广场

皮尔斯广场（Pearse Square）是爱尔兰都柏林的一座乔治风格的广场，南侧为皮尔斯街（Pearse Street）。它原名皇后广场（Queen Square），历史可追溯至1839年中心的公园面积仅半公顷。其特色是体育场地和位于中心的高3.5米的雕塑“和谐”（桑德拉·贝尔作品）。